# 智己汽车
智己汽车（英語：IM Motors）是由上汽集团、张江高科和阿里巴巴集團合作開發的一個高端智能电动车品牌，於2021年1月13日正式推出。

## 名称与标志
中文名称“智己”来源于《周易 系辞上》的“知周乎万物，而道济天下”，寓意“用智慧周全万物，勤奋探索，定义、创造、实现时代所驱、用户所需的智慧出行”。英文名称“IM”即“Intelligence in Motion”的简称，寓意“智能汽车进化方向的理性思考”。智己品牌的标志以两个0和1组成。

## 历史
2020年11月27日，上汽集团公告称，为加快打造自主高端智能纯电汽车品牌，决定与张江高科、恒旭资本共同出资设立“上海元界智能科技股权投资基金合伙企业（有限合伙）”，该合伙企业计划与阿里巴巴集团合作推出高端智能电动汽车品牌“智己汽车”。12月25日，智己汽车科技有限公司注册成立。
2021年1月13日，智己汽车在上海、美国拉斯维加斯CES和英国伦敦对外发布两款量产定型车，分别为轿车和跨界车；智己CEO刘涛表示品牌将与特斯拉展开竞争。4月，智己在上海车展展出首款量产车L7，以及两款概念车，分别为LS7和由英国设计师托马斯·赫斯维克设计的Airo。
2022年8月1日，智己汽车完成A轮股权融资，由交银集团旗下交银资本领投，同时还引入了工银投资、国家绿色发展基金、知友创投、上海国资国企综改基金、中信证券投资等多家投资机构。12月下旬，智己汽车首款SUV车型LS7开启预售，与智己L7同平台。
2023年7月，媒体报道称奥迪与上汽集团洽谈购买智己的电动汽车平台。奥迪表示，希望利用此技术专门针对中国市场打造自己的电动车型，以提高与蔚来等对手的竞争力。但上汽集团在7月20日确认将与奥迪进行更加深化的合作，否认此次表态与奥迪收购智己电动车平台相关。
2023年10月12日，智己汽车第二款SUV车型智己LS6上市销售。智己LS6首发售价定于22.99万元至29.19万元区间。与此同时，智己还邀请演员金晨担任LS6的代言人。
2024年2月，智己汽车参加日内瓦车展，同时全球首发旗下第四款车型智己L6。2024年4月8日，智己L6正式发布并开启预售，5月13日正式上市，售价为21.99-34.59万元人民币，上市后首月内购车可享2.2万元的优惠。该车的旗舰版本（Max 光年版）采用准900V超强性能平台，同时采用超快充半固态电池，续航里程可达1000公里以上。
2024年3月1日，智己汽车宣布获得超80亿元的B轮股权融资，由中国银行旗下中银资产领投，农银投资、临港集团、宁德时代、Momenta、清陶能源等公司亦参与投资。

## 未来布局
根据智己汽车的海外市场布局计划，智己L7和LS7将于2024年内进入墨西哥、中东、南美、东南亚市场销售；2025年，LS6、L6将进入海外市场销售。智己汽车海外销售网络将从MG现有的经销商体系选取，建立独立渠道；但对某些市场则采取与MG共享空间的形式销售。

## 车型

### 量产车
- 智己L7（2022年至今）：全尺寸轿车
- 智己L6（2024年至今）：中型轿车
- 智己LS7（2023年至今）：中大型跨界SUV
- 智己LS6（2023年至今）：中大型跨界SUV

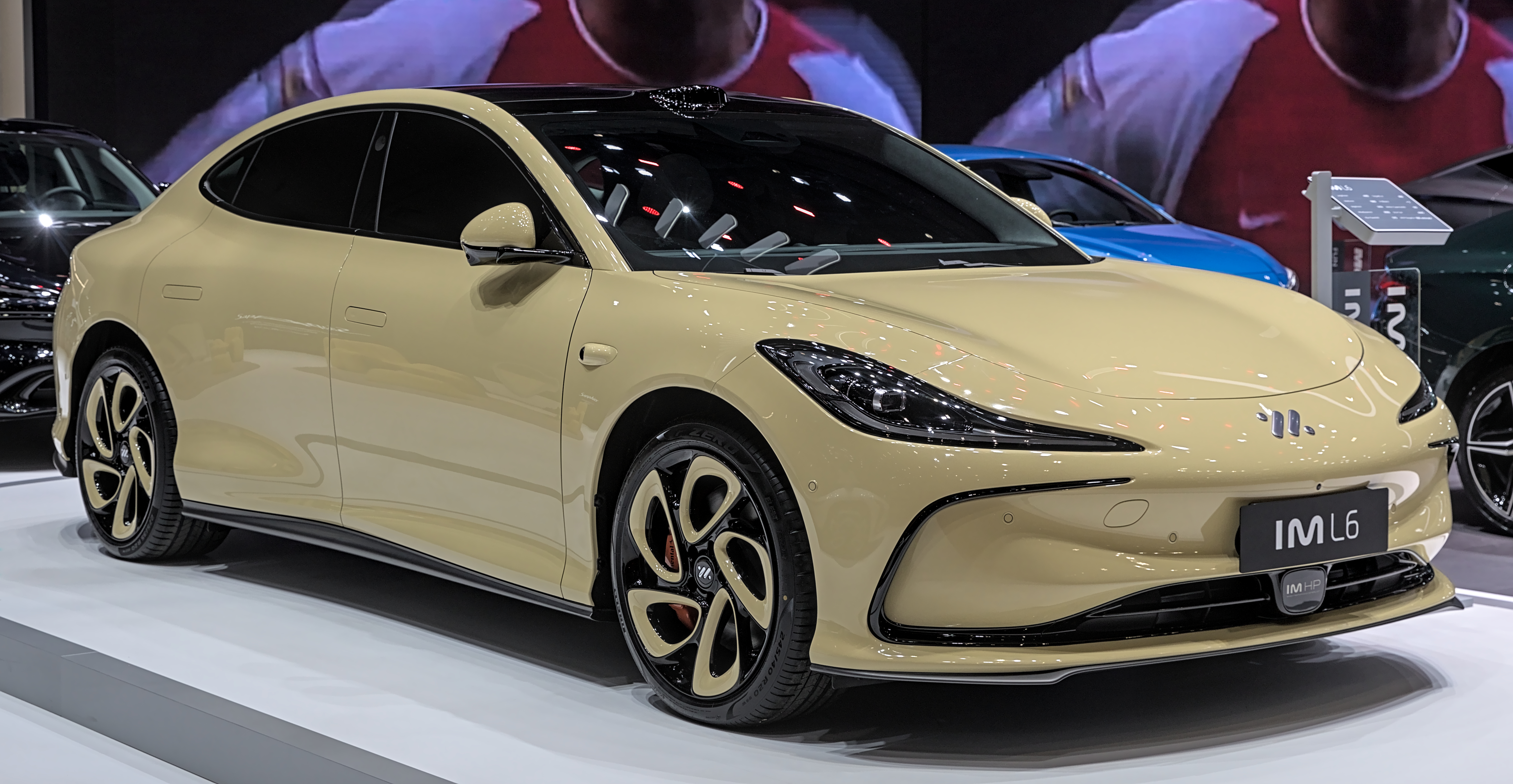
智己L6
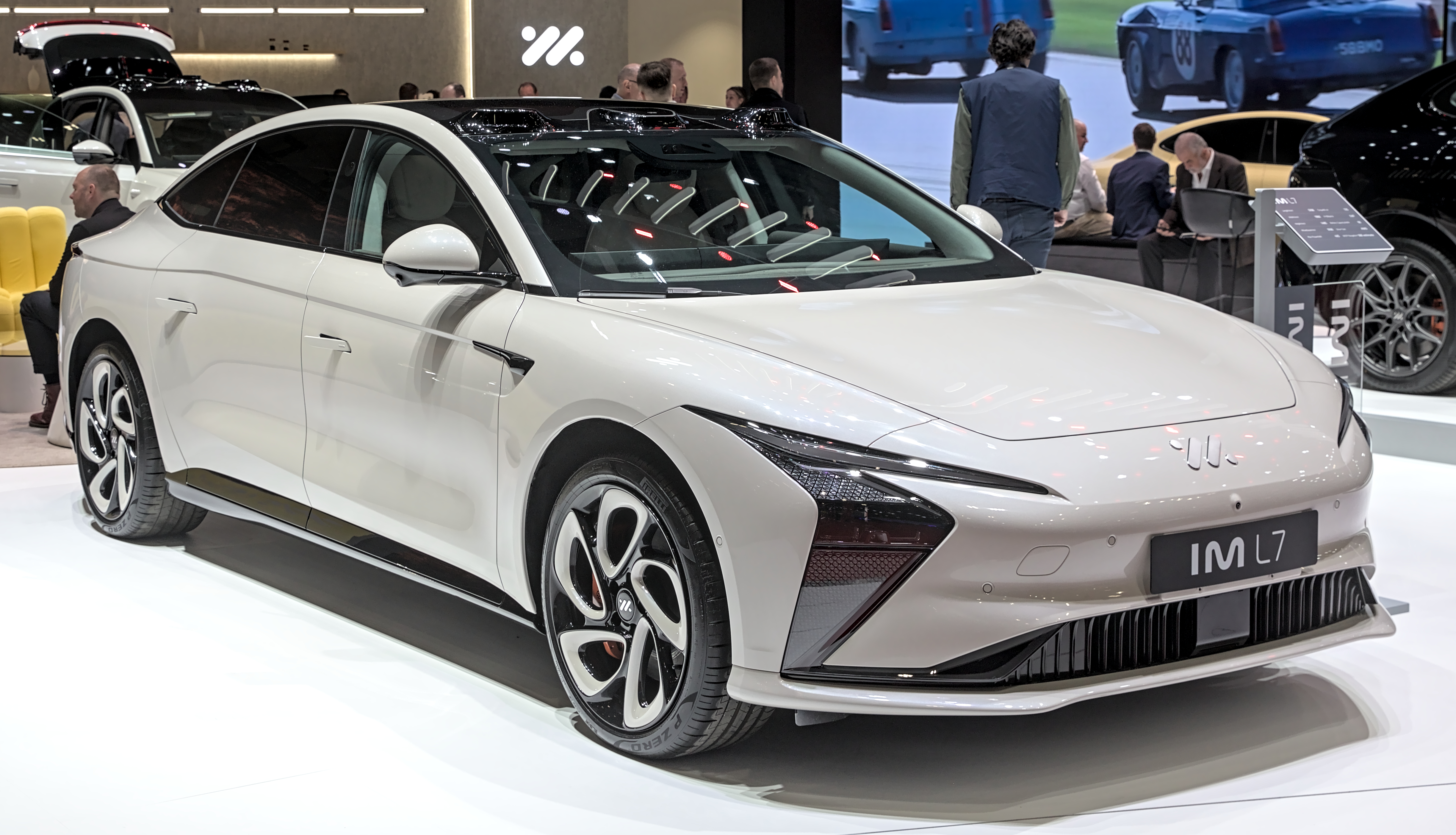
智己L7
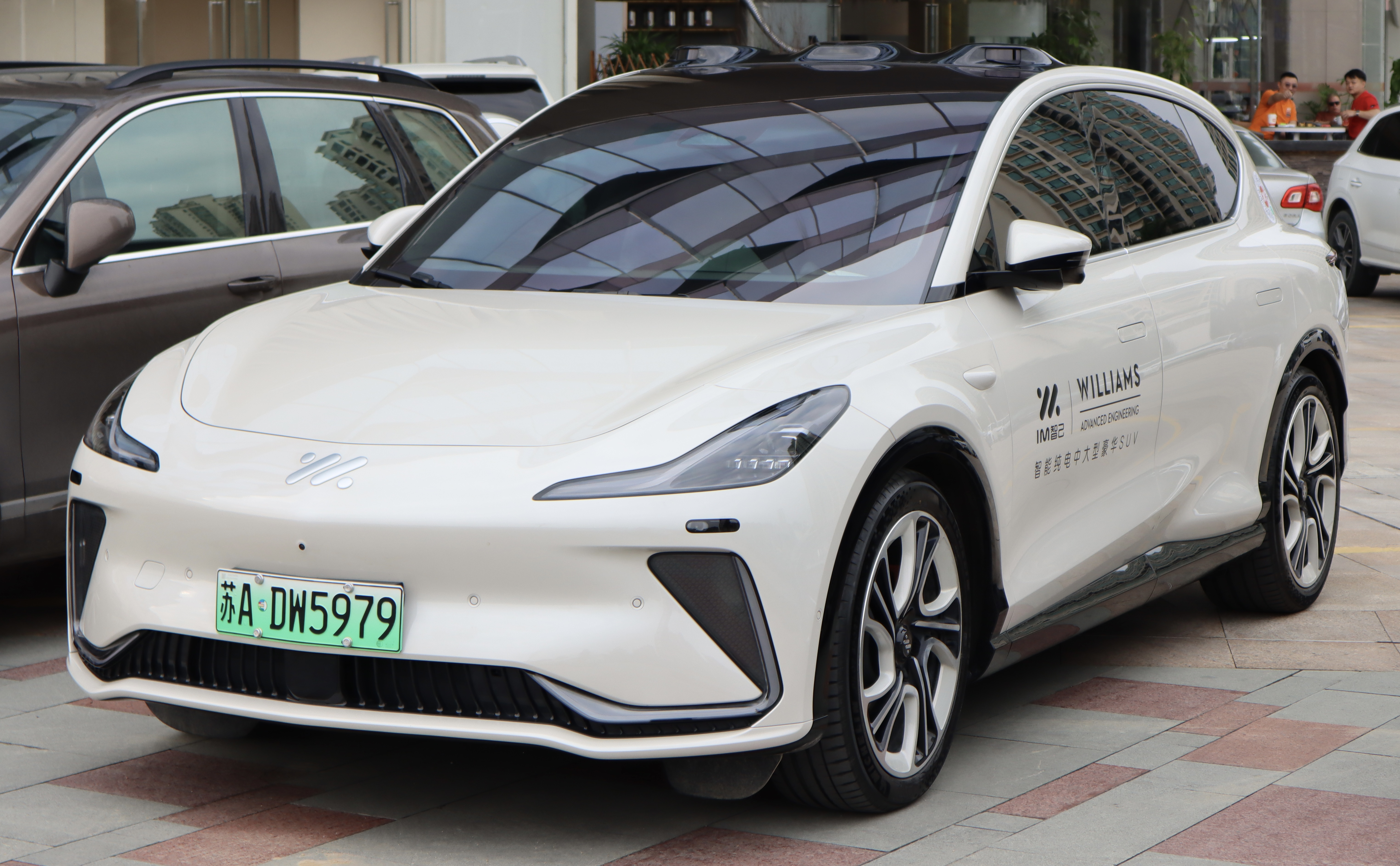
智己LS7
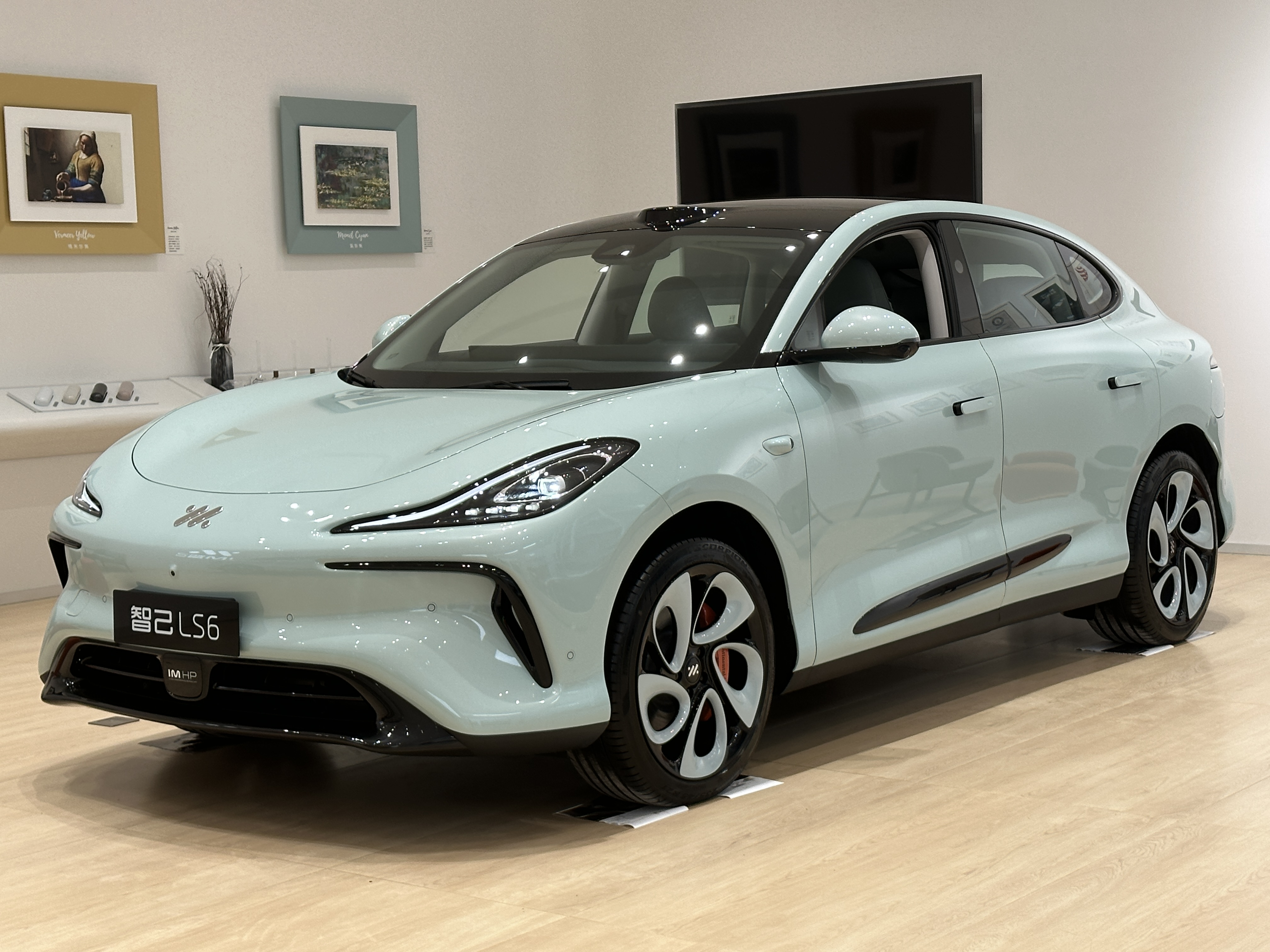
智己LS6

### 概念车
- Airo：四门概念车，由托马斯·赫斯维克设计
- LS7：中型跨界休旅車概念车，为后续量产车的原型

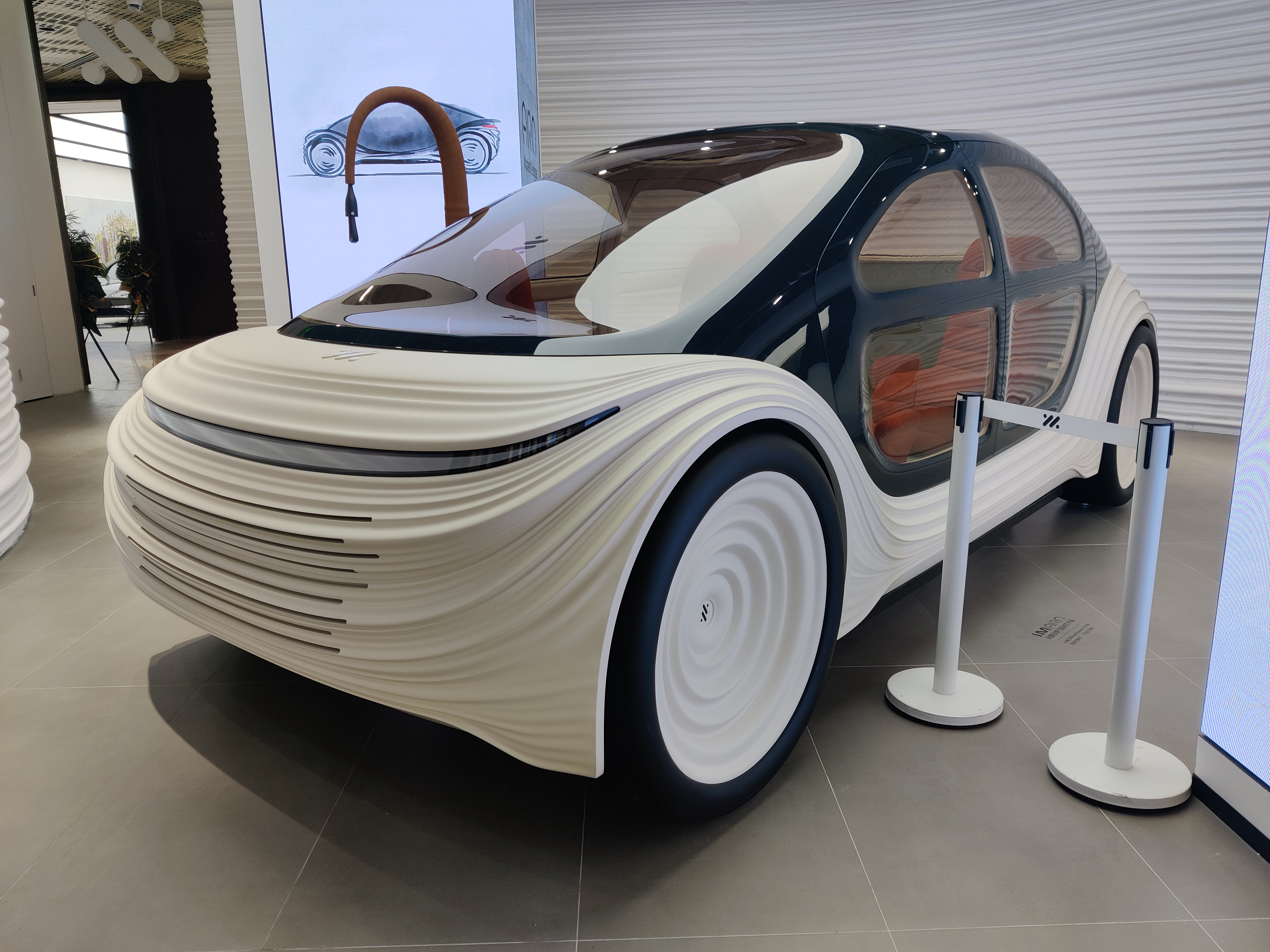
Airo概念车
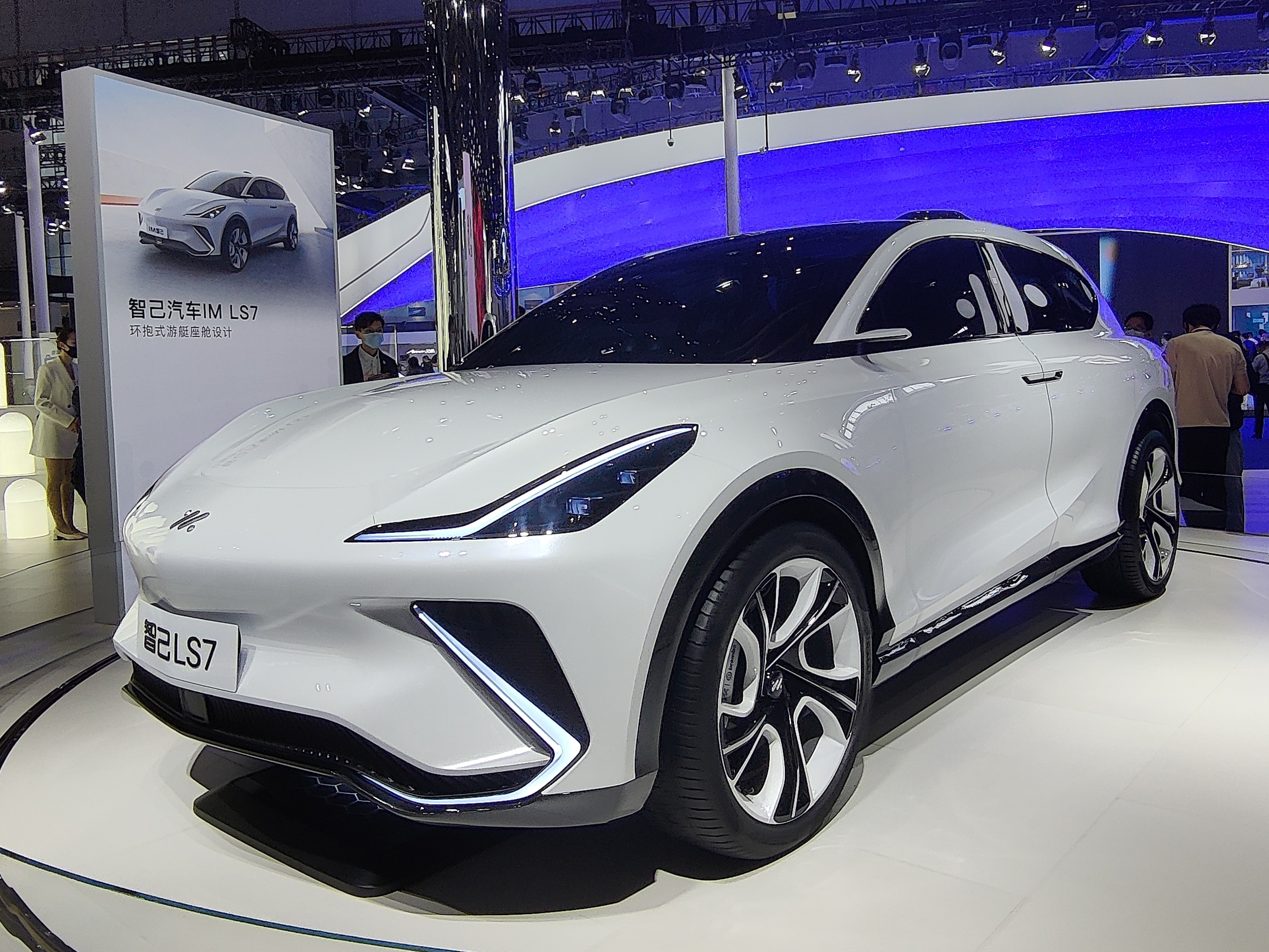
LS7概念车

## 历年销量
| 年份 | 总销量 |
| ---- | ------ |
| 2022 | 5,000  |
| 2023 | 38,253 |

## 争议事件

### 涉嫌虚假宣传
2022年5月10日，102名智己L7“天使轮”车主发布联合声明维权。受影响的车主在锁单选配时发现，其配置表与之前发布会公布的配置存在不同，之后在微信车友群和智己官方车主社区进行讨论。另有车主表示，智己L7实际电池度数为89.9kWh，与官方宣传所称的93kWh不符。智己汽车回应称，两者之间的数据差异是由不同的电池电量测试方法所导致，但这一说法未被车主所信服。智己汽车表示这是工作中的不严谨所导致，将采用统一的数据口径并公示相关测试标准及备注。而智己L7在2021年上海车展发布时更承诺标配无线充电技术，但在随后公布的最终配置表则显示，无线充电接收器需要另行购买。但智己汽车反驳称从未承诺过“无线充电配置”是标配，而2021年4月21日发布的一条短视频则已被删除。除此之外，智己L7的活塞卡钳、高清摄像头、五代毫米波雷达、通风系统以及尾门均出现了减配的现象。有车主向智己汽车反馈相关问题后并未收到任何答复，还遭到员工辱骂是“大聪明”“孔乙己”。5月28日晚，智己汽车发布一封《智己汽车联席CEO刘涛谈用户关心的问题》，就近期发生的相关争议进行回应。但维权车主表示回应全文没有正面提及背信问题，形容是“避重就轻”。

### 智己LS7车主联名维权事件
2023年12月27日晚，674位智己LS7车主联名发表声明，向智己汽车CEO刘涛和上汽集团副总裁蒋峻要求解决问题并保障车主权益。受影响的车主表示，LS7存在多项质量问题，同时在上市10个月内的时间宣布降价，甚至有区别对待车主的现象。

### 车机故障
2024年1月2日，有车主反映智己出现大规模车机故障，车辆设备无法正常使用，受影响的车型为推出刚不久的LS6。受此故障影响，有大量车主致电客服热线导致电话占线。随后智己汽车表示向LS6用户推送软件更新。

### 错误标注小米汽车参数
2024年4月8日，在智己L6发布会上，智己联席CEO刘涛对L6的电驱系统进行了介绍，并与小米SU7 Max进行了比较，称小米SU7 Max“采用前IGBT、后SiC模块的电驱”，与小米官方的宣传不相符。发布会结束后，刘涛通过个人微博进行了道歉和澄清，强调“由于产品信息的调研结果有误”所导致。之后小米集团通过“小米公司发言人”发布微博表示“不接受个人轻描淡写的非正式的道歉”，要求再次敦促智己汽车公开澄清并向公众道歉。4月9日凌晨，小米以较为激烈的言辞发布微博表示，“对于智己公司近期一而再、再而三的骚扰、抹黑行为，我们的忍让是有限度的”，认为其行为“不符合上汽集团的企业文化、价值观和行业地位，也不符合中国新能源汽车团结发展的历史潮流”。随后智己汽车通过微博发表致歉函，称关键参数的错误标注是团队内容审核疏漏所导致。同日下午，智己汽车微博再次表示此次事件“主观上不存在蓄意抹黑的意图”，对小米的声明进行反驳，并表示恳请小米“口下留情”。
此次事件引发大量网民争议，有网民支持小米汽车的声明，同时对智己的声明表示质疑，认为态度不诚恳，是“蹭流量”的行为。与此同时，智己遭到了有组织的网络暴力和流量霸凌，一些网民进入智己官方直播间、经销商直播间以及官方账号评论区实施大量侮辱、诽谤、人身攻击言语的骚扰行为。另外有网民在发布智己L6相关内容时使用耸人听闻的标题，甚至对车主以及发布会的发言人进行人身攻击。智己汽车于4月11日发表声明，向有关主管部门实名举报网络暴力行为，同时公布了部分网暴截图。而小米方面则暂未回应此事。

### 被指企业价值观扭曲
2024年4月8日，在智己L6发布会上，刘涛表示，“从这三四年创业以来，我和我们团队的每一位小伙伴都非常认真地每天在学习”，为了打磨产品，“我们的同学甚至连自己小孩的出生都会错过”“也有小伙伴在短期当中连续四次阳了，还坚守在工作第一线”“有同学把自己年幼的孩子送去寄宿制学校”，后又表示“我们渴求流量”。
针对此番言论，部分网友持中立态度，对刘涛表达这款车倾注团队大量心血的心情表示理解，但大部分舆论认为智己汽车“压榨员工，歌颂苦难”“卖惨式营销以博取同情”“企业价值观有问题”。网络上也出现类似“没有买卖就没有伤害，每买一辆智己，就有一个无法第一时间见到亲生父亲的新生儿”的评论。
4月12日，智己汽车方面表示，目前官方已通过微博等渠道回应相关争议。